# Нью-Йорк-Ла-Гуардія
Аеропорт Ла-Гуардія (IATA: LGA, ICAO: KLGA, FAA ідент. місц.: LGA) — аеропорт у північній частині міста Нью-Йорк, боро Квінз, США. Він розташований на набережній Флашинг і Боурі-Бей в Східному Елмхерсті та межує з районами Асторії та Джексон-Хайтс. Аеропорт є третім найбільш завантаженим аеропортом, що обслуговує Нью-Йорк, та двадцятим найпопулярнішим у Сполучених Штатах. Аеропорт Ла-Гуардія охоплює 280 га.
У 2016 році в аеропорті Ла-Гуардія відбулося значне зростання пасажиропотоку; аеропорт обслужив близько 29,8 млн пасажирів, що на 14,2 % більше, ніж у попередньому році. Ла-Гуардія є найбільш завантаженим аеропортом у Сполучених Штатах без будь-яких безперервних сервісів до Європи. Правило по периметру забороняє безпересадні польоти до або з точок, що перевищують 2414 км, але винятки з правила периметра — це рейси суботами та рейси у Денвер. Міжнародні польоти без попереднього оформлення повинні використовувати аеропорти поблизу — Аеропорт імені Джона Кеннеді або Ньюарк, оскільки в аеропорту немає прикордонного контролю.
Аеропорт Гленн Х. Кертісс (названий на честь піонерської авіації Гленн Хаммонд Кертісс), пізніше перейменований в аеропорт Північний пляж — це раніше був аеропорт на місці аеропорту Ла-Гуардія. Ім'я змінилося після перейняття та реконструкції Нью-Йорка в муніципальний аеропорт Нью-Йорка-Ла-Гуардія-Філд, а в 1953 році він став аеропортом Ла-Гуардія, названим на честь мера Нью-Йорка Фіорелло Ла Гуардія, коли був побудований аеропорт.
Ла-Гуардія часто критикували за деякі застарілі об'єкти. Колишній віце-президент Джо Байден порівняв Ла-Гуардія з «країною третього світу», і аеропорт був визнаний найважливішим у Сполучених Штатах за численними опитуваннями клієнтів. Серед льотчиків він називається «USS LaGuardia», оскільки злітно-посадочні смуги короткі та оточені водою, що дає відчуття посадки на авіаносці. 27 липня 2015 р. губернатор Нью-Йорка Ендрю Куомо оголосив про план реконструкції, який повністю замінить існуючий аеропорт. Проект реконструкції почався у 2016 році і завершиться до 2021 року. Програма LGA з переробки аеропортів будується спільним підприємством
«Skanska–Walsh» для проекту заміни терміналу В, а керівник будівництва — спільне підприємство STV Group-Tishman Realty & Construction.
Аеропорт є хабом для:
- American Airlines
- Delta Air Lines

## Термінали
Ла-Гуардія має чотири термінали (A, B, C і D), з'єднані автобусами та проходами. Знаки на всіх терміналах були розроблені Паулем Мейксьенаром. Як і в інших аеропортах адміністрації порту, деякі термінали в Ла-Гуардії управляються та обслуговуються самими авіакомпаніями. Термінал В перебував під безпосередньою адміністрацією порту, але на 2016 рік термінал В був переданий приватній компанії LaGuardia Gateway Partners.

## Авіалінії та пункти призначення

### Пасажирські
| Авіакомпанія       | Пункт призначення | Refs   |
| ------------------ | --- | ------ |
| Air Canada         | Торонто-Пірсон | [ 3 ]  |
| Air Canada Express | Монреаль–Трюдо | [ 3 ]  |
| Alaska Airlines    | Даллас-Лав (закінчується 27 жовтня 2018) | [ 4 ]  |
| American Airlines  | Атланта, Аруба (begins June 8, 2019), Boston, Шарлотт, Chicago–O'Hare, Dallas/Fort Worth, Miami, Nassau (begins December 22, 2018), Orlando, Philadelphia, Washington–National Seasonal: Eagle/Vail (resumes December 22, 2018), West Palm Beach | [ 8 ]  |
| American Eagle     | Akron/Canton, Atlanta, Charleston (SC), Charlottesville (VA), Цинциннаті, Cleveland, Columbus–Glenn, Dayton, Detroit, Fayetteville/Bentonville, Greensboro, Індіанаполіс, Knoxville (begins February 14, 2019), Луїсвілл, Мемфіс, Miami, Minneapolis/St. Paul, Монреаль–Трюдо, Nashville, Norfolk, Philadelphia, Pittsburgh, Portland (ME), Raleigh/Durham, Richmond, Roanoke, Сент-Луїс, Savannah, Toronto–Pearson, Wilmington (NC) Seasonal: Augusta (GA), Bangor, Martha's Vineyard, Myrtle Beach, Nantucket, Traverse City | [ 8 ]  |
| Delta Air Lines    | Atlanta, Boston, Chicago–O'Hare, Dallas/Fort Worth, Denver, Detroit, Fort Lauderdale, Fort Myers, Х'юстон-Інтерконтінентал (begins April 10, 2019), Miami, Minneapolis/St. Paul, Новий Орлеан, Orlando, Tampa, West Palm Beach Seasonal: Bozeman, Цинциннаті, Sarasota | [ 12 ] |
| Delta Connection   | Bangor, Міжнародний аеропорт Бірмінгем-Шаттлсуорт, Boston, Буффало, Burlington (VT), Charleston (SC), Шарлотт, Charlottesville (VA), Chattanooga, Chicago–O'Hare, Цинциннаті, Cleveland, Columbia (SC), Columbus–Glenn, Dallas/Fort Worth, Des Moines, Fayetteville/Bentonville, Fort Myers, Grand Rapids, Greensboro, Greenville/Spartanburg, Х'юстон-Інтерконтінентал, Індіанаполіс, Jacksonville (FL), Kansas City, Knoxville, Lexington, Луїсвілл, Madison, Manchester (NH), Мемфіс, Milwaukee, Minneapolis/St. Paul, Монреаль–Трюдо, Nashville, Norfolk, Omaha, Оттава, Pittsburgh, Portland (ME), Raleigh/Durham, Richmond, Rochester (NY), Сент-Луїс, Sarasota, Savannah, Syracuse, Washington–National Seasonal: Augusta (GA), Галіфакс, Martha's Vineyard, Miami, Myrtle Beach, Nantucket, Traverse City, Wilmington (NC) | [ 12 ] |
| Frontier Airlines  | Atlanta Seasonal: Цинциннаті, Denver, Miami, Orlando (begins November 15, 2018) | [ 14 ] |
| JetBlue Airways    | Boston, Fort Lauderdale, Orlando, West Palm Beach | [ 15 ] |
| Rectrix Shuttle    | Seasonal: Hyannis, Nantucket | [ 16 ] |
| Southwest Airlines | Atlanta, Чикаго-Мідвей, Dallas–Love, Denver, Houston–Hobby, Kansas City, Milwaukee, Nashville, Новий Орлеан (begins November 4, 2018), Orlando (begins November 10, 2018), Сент-Луїс, Tampa, West Palm Beach (begins November 10, 2018) Seasonal: Fort Lauderdale, Новий Орлеан, Phoenix–Sky Harbor, San Antonio | [ 18 ] |
| Spirit Airlines    | Chicago–O'Hare, Dallas/Fort Worth, Detroit, Fort Lauderdale, Myrtle Beach | [ 19 ] |
| United Airlines    | Chicago–O'Hare, Denver, Х'юстон-Інтерконтінентал Seasonal: Montrose | [ 20 ] |
| United Express     | Chicago–O'Hare, Cleveland, Х'юстон-Інтерконтінентал, Washington–Dulles | [ 20 ] |
| WestJet            | Toronto–Pearson | [ 21 ] |

## Статистика

### Найпопулярніші пункти призначення
| Місце | Аеропорт                   | Пасажири  | Перевізник                           |
| ----- | -------------------------- | --------- | ------------------------------------ |
| 1     | Чикаго-О'Хара, Іллінойс    | 1,626,230 | American, Delta, Spirit, United      |
| 2     | Атланта, Джорджія          | 1,194,790 | American, Delta, Frontier, Southwest |
| 3     | Маямі, Флорида             | 832,030   | American, Delta, Frontier            |
| 4     | Даллас-Форт-Верт, Техас    | 760,540   | American, Delta, Spirit              |
| 5     | Форт-Лодердейл, Флорида    | 708,770   | Delta, JetBlue, Southwest, Spirit    |
| 6     | Бостон, Массачусетс        | 644,300   | American, Delta, JetBlue             |
| 7     | Шарлотт, Північна Кароліна | 583,710   | American, Delta                      |
| 8     | Денвер, Колорадо           | 551,210   | Delta, Frontier, Southwest, United   |
| 9     | Орландо, Флорида           | 524,490   | American, Delta, JetBlue             |
| 10    | Детройт, Мічиган           | 511,070   | American, Delta, Spirit              |

### Частка авіакомпаній на ринку
| Місце | Авіакомпанія       | Пасажири   | Частка  |
| ----- | ------------------ | ---------- | ------- |
| 1     | Delta Air Lines    | 11,124,604 | 37.96 % |
| 2     | American Airlines1 | 8,056,152  | 27.49 % |
| 3     | Southwest Airlines | 2,757,895  | 9.41 %  |
| 4     | United Airlines    | 2,454,948  | 8.37 %  |
| 5     | JetBlue            | 1,582,380  | 5.40 %  |
| 6     | Spirit Airlines    | 1,296,955  | 4.42 %  |
| 7     | Air Canada         | 1,088,592  | 3.71 %  |
| 8     | WestJet            | 402,880    | 1.37 %  |
| 9     | Frontier Airlines  | 278,715    | 0.95 %  |
| 10    | Alaska Airlines    | 256,053    | 0.87 %  |

Примітки
- ↑  Включаючи US Airways

### Щорічний трафік
| Рік  | Пасажирообіг | Рік  | Пасажирообіг | Рік  | Пасажирообіг | Рік  | Пасажирообіг | Рік  | Пасажирообіг | Рік  | Пасажирообіг | Рік  | Пасажирообіг | Рік  | Пасажирообіг |
| ---- | ------------ | ---- | ------------ | ---- | ------------ | ---- | ------------ | ---- | ------------ | ---- | ------------ | ---- | ------------ | ---- | ------------ |
|      |              | 2010 | 23,983,082   | 2000 | 25,360,034   | 1990 | 22,764,604   | 1980 | 17,467,962   | 1970 | 11,845,141   | 1960 | 2,935,613    |      |              |
|      |              | 2009 | 22,142,336   | 1999 | 23,926,923   | 1989 | 23,158,317   |      |              |      |              |      |              | 1949 | 3,284,213    |
|      |              | 2008 | 23,076,903   | 1998 | 22,811,935   | 1988 | 24,158,780   |      |              |      |              |      |              |      |              |
|      |              | 2007 | 24,985,264   | 1997 | 21,607,448   | 1987 | 24,225,913   |      |              |      |              |      |              |      |              |
| 2016 | 29,786,769   | 2006 | 25,810,603   | 1996 | 20,699,136   | 1986 | 22,188,871   |      |              |      |              |      |              |      |              |
| 2015 | 28,437,668   | 2005 | 25,889,390   | 1995 | 20,599,210   | 1985 | 20,542,452   |      |              |      |              |      |              |      |              |
| 2014 | 26,954,588   | 2004 | 24,435,619   | 1994 | 20,730,467   | 1984 | 20,302,511   |      |              |      |              |      |              |      |              |
| 2013 | 26,722,183   | 2003 | 22,482,770   | 1993 | 19,804,566   |      |              |      |              |      |              |      |              |      |              |
| 2012 | 25,707,784   | 2002 | 21,986,679   | 1992 | 19,745,847   |      |              |      |              |      |              |      |              |      |              |
| 2011 | 24,122,478   | 2001 | 22,519,874   | 1991 | 19,686,256   |      |              |      |              |      |              |      |              |      |              |